# Impuestos en Albania
En Albania, los impuestos son recaudados tanto por el gobierno nacional como por los gobiernos locales. Las fuentes de ingresos más importantes incluyen el impuesto sobre la renta, la seguridad social, el impuesto corporativo y el impuesto al valor agregado, que se aplican a nivel nacional. La Oficina de Impuestos de Albania es el servicio de ingresos de Albania.
A partir de 2014, el impuesto sobre la renta es progresivo, con tres tramos.
| Ingresos mensuales       | Tasa impositiva |
| ------------------------ | --------------- |
| Entre 0 L y 30000 L      | 0%              |
| Entre 30000 L y 150000 L | 13%             |
| Más de 150000 L          | 23%             |

Anteriormente, Albania tenía un impuesto fijo del 10%, que se implementó en 2008. El Impuesto sobre el Valor Añadido se aplica a dos tipos diferentes: el 20% como tasa estándar y el 10% sobre los medicamentos.
Las cotizaciones a la seguridad social y al seguro de enfermedad se pagan sobre los ingresos laborales, civiles y de gestión. Las contribuciones se pagan sobre un ingreso mensual, desde un mínimo de 22.000 hasta un monto máximo de 95.130. La contribución de los empleados es del 9,5%, mientras que el empleador paga el 15%. El seguro de salud se cobra al 1,7% tanto para el empleado como para el empleador. Los autónomos pagan un 23% de seguridad social y un 7% de seguro médico.
El impuesto de sociedades en Albania se aplica a un tipo fijo del 15%. Las empresas con una facturación inferior a 8 millones están exentas del impuesto de sociedades. Una empresa es residente fiscal cuando la empresa se ha constituido en Albania o tiene un establecimiento permanente o la gestión y el control se ejercen en Albania.